# Amlaím Ua Muirethaig
Amlaím Ua Muirethaig também conhecido em latim como Mauricius, foi um bispo irlandês na época medieval.
Ele foi denominado "Bispo de Ard-Macha e Cenel-Feradhaigh" nos Anais de Ulster e parece ser considerado coarb de São Patrício no Livro de Leinster, mas provavelmente cuidou da Sé de Cinél nEógain. Muirethaig morreu em Cenél Feradaig Cruthnai em 1185 e está sepultado em Derry.